# Michelle Wright (Countrysängerin)

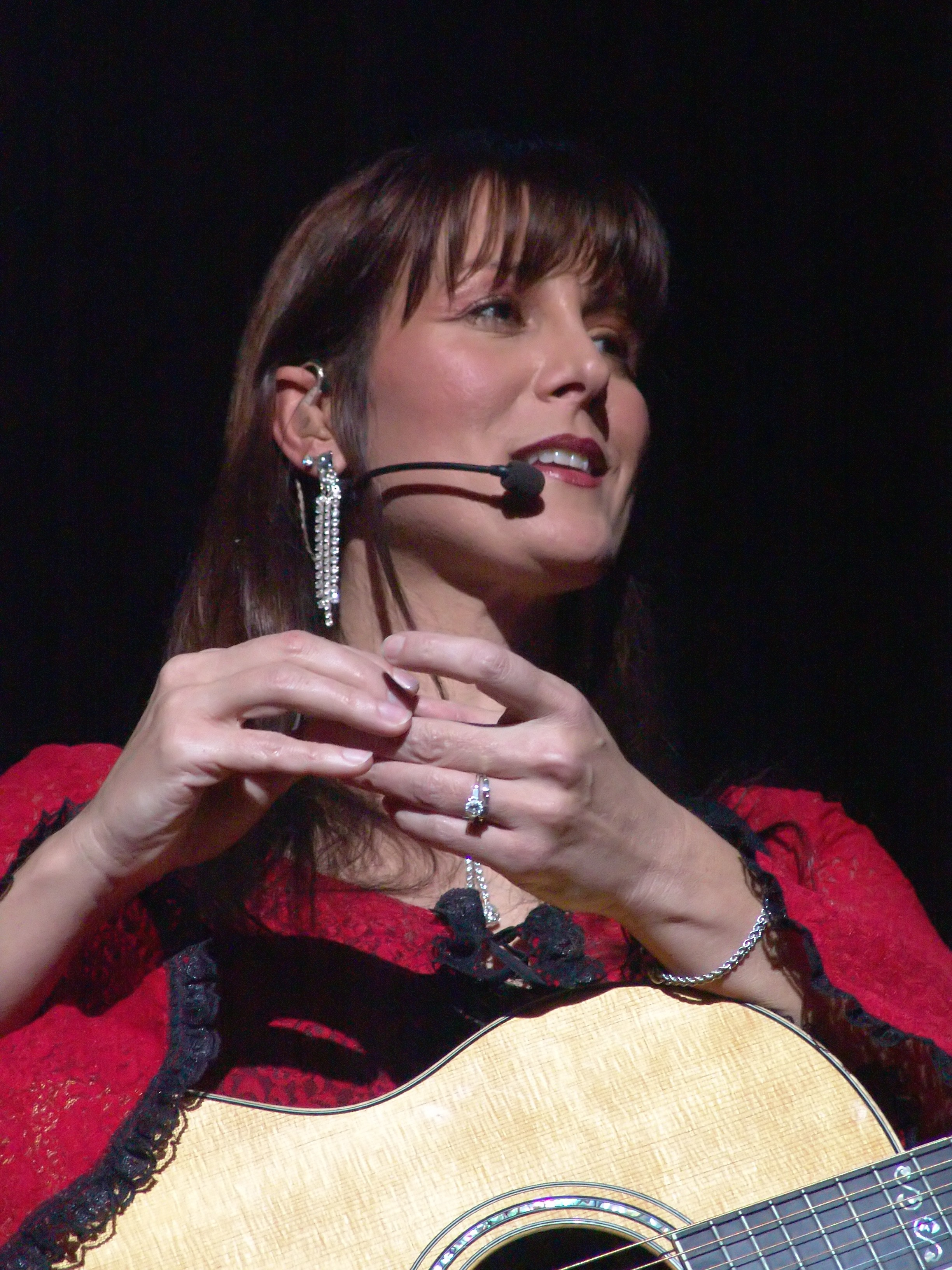
Michelle Wright im Dezember 2004

Michelle Wright (* 1. Juli 1961 in Chatham, Ontario) ist eine kanadische Country-Sängerin.

## Karriere
Michelle Wright gehört seit ihrem Debüt im Jahre 1988 zu den erfolgreichsten Country-Musikern Kanadas. Ihre größten Erfolge feierte sie in den 1990er Jahren als ihr auch einige Hits in den US-amerikanischen Country-Charts gelang. Mit ihrem bekanntesten Song Take It Like a Man hatte sie hier 1992 einen Top-10-Hit. Zwischen 1990 und 2000 gelangen ihr insgesamt zehn US-Hits, New Kind of Love (1990) und He Would Be Sixteen (1992) erreichten immerhin noch die Top 40. Darüber hinaus erhielt sie 1992 bei den ACM Awards als erste Kanadierin die Auszeichnung als Newcomerin des Jahres.
Weitaus größer waren Wrights Erfolge in ihrer Heimat Kanada. Dort gelangen ihr ab 1986 etliche große Hits in den Country-Charts. Take It Like a Man, One Time Around (1992), Guitar Talk, One Good Man (1994), Nobody's Girl and Crank My Tractor (1996) standen auf Platz eins. Letztmals in den Top 10 wurde sie 2000 mit I Surrender notiert.
Die wichtigste Country-Auszeichnung Kanadas, die Canadian Country Music Awards (CCMA), konnte Wright gleich mehrfach in Empfang nehmen. So wurde sie zwischen 1990 und 1993 gleich vier Mal als Sängerin des Jahres ausgezeichnet. 1991 wurde ihr zweites Album Michelle Wright als Album des Jahres ausgezeichnet. Sie war nach k.d. lang erst die zweite Sängerin, der dies gelang.
1998 spielte Wright eine Country-Sängerin in der 4. Staffel der TV-Serie Ein Mountie in Chicago.
Ende 1999 erschien Your Love, eine Zusammenarbeit mit dem New-Age-Musiker Jim Brickman, die auf den Adult-Contemporary-Markt abzielte und in den dazugehörigen US-Charts die Top 20 erreichte.
Wrights Erfolg ließ ab 2000 nach, sie veröffentlichte jedoch in längeren Abständen weitere Alben und ist auch heute noch regelmäßig auf Tournee. Höhepunkte ihres Tourenkalenders ab 2000 waren ihre ersten australischen Konzerte im Jahr 2004, eine Reise nach Afghanistan im Jahr 2006, um dort für die kanadischen und NATO-Truppen zu spielen, jährliche Weihnachtskonzerte, Auftritte im Jahr 2009 in Großbritannien und Frankreich sowie ab 2010 die kanadische Premiere ihres WrightSongs-Programms. Wright präsentierte hier ihre Lieder in einem intimen, akustischen Setting. Dieses wurde 2011 auch auf ihrem ersten Live-Album festgehalten.
2011 wurde Wright in die Canadian Country Music Hall of Fame aufgenommen. 2015 folgte die Aufnahme in die North American Country Music Hall of Fame.

## Diskografie

### Studioalben
| Jahr | Titel           | Höchstplatzierung, Gesamtwochen, AuszeichnungChartplatzierungen (Jahr, Titel, Platzierungen, Wochen, Auszeichnungen, Anmerkungen) | Höchstplatzierung, Gesamtwochen, AuszeichnungChartplatzierungen (Jahr, Titel, Platzierungen, Wochen, Auszeichnungen, Anmerkungen) | Anmerkungen |
| Jahr | Titel           | US | Country | Anmerkungen |
| ---- | --------------- | --- | --- | ----------- |
| 1992 | Now and Then    | US126 (14 Wo.)US | Country20 (39 Wo.)Country | Arista      |
| 1996 | For Me It’s You | — | Country74 (1 Wo.)Country | Arista      |

Weitere Studioalben
- 1988: Do Right by Me (Savannah)
- 1990: Michelle Wright (Arista)
- 1994: The Reasons Why (Arista)
- 2002: Shut Up and Kiss Me (RCA)
- 2005: A Wright Christmas (Icon)
- 2006: Everything and More (Icon)
- 2011: The Wright Songs: An Acoustic Evening with Michelle Wright (Savannah)
- 2013: Strong (Savannah)
- 2022: Milestone (Audium Nashville)

### Livealben
- 2011: The Wright Songs: An Acoustic Evening with Michelle Wright

### Kompilationen
- 1999: The Greatest Hits Collection
- 2000: Greatest Hits

### Singles
| Jahr | Titel Album                             | Höchstplatzierung, Gesamtwochen, AuszeichnungChartsChartplatzierungen (Jahr, Titel, Album, Platzierungen, Wochen, Auszeichnungen, Anmerkungen) | Anmerkungen |
| Jahr | Titel Album                             | Country | Anmerkungen |
| ---- | --------------------------------------- | --- | ----------- |
| 1990 | New Kind of Love Michelle Wright        | Country32 (21 Wo.)Country |             |
| 1990 | Woman’s Intuition Michelle Wright       | Country72 (5 Wo.)Country |             |
| 1991 | All You Really Wanna Do Michelle Wright | Country73 (2 Wo.)Country |             |
| 1992 | Take It Like a Man Now and Then         | Country10 (20 Wo.)Country |             |
| 1992 | One Time Around Now and Then            | Country43 (19 Wo.)Country |             |
| 1992 | He Would Be Sixteen Now and Then        | Country31 (17 Wo.)Country |             |
| 1993 | The Change Now and Then                 | Country55 (7 Wo.)Country |             |
| 1994 | One Good Man The Reasons Why            | Country57 (8 Wo.)Country |             |
| 1996 | Nobody’s Girl For Me It’s You           | Country50 (10 Wo.)Country |             |

Weitere Singles
- 1986: I Want to Count on You
- 1987: New Fool at an Old Game
- 1988: The Rhythm of Romance
- 1988: Do Right by Me
- 1989: I Wish I Were Only Lonely
- 1989: Rock Me Gently
- 1989: I Don’t Want to Wonder
- 1991: A Heartbeat Away
- 1991: Not Enough Love to Go ’Round
- 1993: If I’m Ever Over You
- 1993: Guitar Talk
- 1994: Now and Then
- 1994: The Wall
- 1995: Safe in the Arms of Love
- 1996: Crank My Tractor
- 1997: The Answer Is Yes
- 1997: What Love Looks Like
- 1997: People Get Ready
- 1999: When I Found You
- 2000: I Surrender
- 2002: Shut Up and Kiss Me (Or Just Shut Up)
- 2002: Broken
- 2002: I Will Be There
- 2003: Every Time You Come Around
- 2005: Everything and More
- 2006: Love Me Anyway
- 2006: I’ve Forgotten You
- 2007: Dance in the Boat
- 2007: Riding Around the Sun
- 2007: I Don’t Wanna Be That Strong
- 2012: Another Good Day
- 2013: Strong
- 2013: Crazy Stupid Love
- 2014: What’s Better Than This
- 2015: Laugh a Little

### Gastbeiträge
| Jahr | Titel Album             | Höchstplatzierung, Gesamtwochen, AuszeichnungChartsChartplatzierungen (Jahr, Titel, Album, Platzierungen, Wochen, Auszeichnungen, Anmerkungen) | Anmerkungen                        |
| Jahr | Titel Album             | Country | Anmerkungen                        |
| ---- | ----------------------- | --- | ---------------------------------- |
| 1999 | Your Love Greatest Hits | Country74 (2 Wo.)Country | Jim Brickman feat. Michelle Wright |